# 마령초등학교
마령초등학교(馬靈初等學校)는 대한민국 전북특별자치도 진안군에 있는 공립 초등학교이다.

## 학교 연혁
- 1920년 9월 20일 마령사립보통학교로 설립인가
- 1922년 4월 12일 마령공립보통학교로 개교
- 1981년 3월 13일 병설유치원 개원
- 1994년 3월 1일 덕안초등학교 통폐합
- 2001년 3월 1일 전라북도교육청지정 사회과 연구학교
- 2011년 3월 1일 전라북도교육청지정 혁신학교
- 2014년 2월 14일 제92회 졸업식(누계 6,223명)
- 2015년 2월 12일 제93회 졸업(총 6,232명)
- 2015년 3월 1일 제36대 송민영 교장 부임

## 관련 문화재
교내에 있는 이팝나무는 옛날 어린 아이의 무덤이 있던 곳으로 '아기 사리'라 부르며 훼손하지 못하도록 했다. 어린아이가 죽으면 이팝나무 아래에 묻는 풍습이 있었다고 전해지며 아이를 묻으면 아이의 영혼이 부모의 마음을 헤아려서 아름다운 꽃을 피운다고 믿었다. 1968년 11월 25일 대한민국의 천연기념물 제214호로 지정되었다.

## 참고 자료
- 마령초등학교 - 한국교육학술정보원 학교알리미
- 진안 평지리 이팝나무 군 - 국가유산청 국가유산포털